# Echinoderes lusitanicus
Echinoderes lusitanicus é uma espécie de animal do filo Kinorhyncha (dragões-do-lodo), descoberta na costa algarvia, com base em pesquisas feitas entre fevereiro de 2012 e setembro de 2014.
Os E. reicherti vivem entre a areia e o lodo das zonas marinhas, desde a zona da maré até ao alto mar. Trata-se de um animal bastante sensível à poluição, pelo que a sua presença pode ser vista como um indicador de esta estar em níveis reduzidos.